# Tiit Soolep
Tiit Soolep (ur. 12 kwietnia 1953) – estoński żużlowiec, występujący również na długim torze.

## Życiorys
Finalista indywidualnych młodzieżowych mistrzostw Związku Radzieckiego (1987 – X miejsce). Sześciokrotny medalista indywidualnych mistrzostw Estonii: trzykrotnie srebrny (1991, 1994, 1995) oraz trzykrotnie brązowy (1991, 1992, 1997). Srebrny medalista indywidualnych mistrzostw Estonii na długim torze (1992).